# TruthOut
TruthOut é um sítio político estadunidense, propondo uma alternativa às principais fontes de notícias. Ele foi lançado em resposta a Controversa eleição presidencial de 2000 com o objetivo de, nas suas próprias palavras, "alcançar algumas pessoas, ter algum impacto no diálogo, e tentar restaurar um pouco de integridade." O sítio alega orgulhosamente ter mais de quatro milhões de visitas por mês[carece de fontes?].
Alguns de seus contribuintes proeminentes incluem William Rivers Pitt, Jason Leopold, Scott Galindez, David Bacon, Dean Baker, Tom Engelhardt, William Fisher, Dahr Jamail, Ray McGovern, J. Sri Raman, Norman Solomon, David Swanson e James Zogby. TruthOut tem noticiado extensivamente sobre o movimento antiguerra e ajudou a colocar Cindy Sheenan no mapa ao publicar muitos dos seus textos.
O sítio foca-se em assuntos sobre o meio ambiente, direitos trabalhistas, da mulher, da saúde e do voto. Seus artigos passaram a serem defendidos por muitas publicações internacionais, incluindo World News, Scoop e California News.
TruthOrg também tinha um blog onde visitantes podiam discutir sobre os artigos do sítio, mas ele sofreu um ataque hacker e ficou fora do ar, onde continua até hoje. Apesar deste ataque, o sítio continua íntegro tecnicamente.